# Third Lanark AC
Third Lanark Athletic Club byl skotský fotbalový klub z Glasgow. Existoval v letech 1872–1967. Vyhrál jednou skotskou ligu, a to v sezóně 1903–04.

## Historie
Klub byl založen roku 1872 a zanikl roku 1967. Po většinu své existence hrál 1. skotskou ligu, kterou vyhrál v roce 1904.
V roce 1996 vznikl nový amatérský klub s názvem Third Lanark.

## Úspěchy
- Skotská liga: 1903–04
- Skotský pohár: 1888–89, 1904–05